# 후지와라 고타로
후지와라 고타로(일본어: 藤原 広太朗, 1990년 4월 17일 ~ )는 일본의 전 축구 선수이다.

## 구단 경력
그는 2013년부터 2022년까지 J리그의 도쿠시마 보르티스, 도치기 SC, 가고시마 유나이티드 FC, 기라반츠 기타큐슈에서 활동하였다.